# Był sobie łajdak
Był sobie łajdak (ang. There Was a Crooked Man...) – amerykański western z 1970 w reżyserii Josepha L. Mankiewicza. Główną rolę zagrał Kirk Douglas, a partnerują mu m.in.: Henry Fonda, Burgess Meredith, Warren Oates, Hume Cronyn i John Randolph.

## Fabuła
Banda opryszków napada na ranczo bogatego farmera, rabując pokaźną sumę pieniędzy. Paris Pitman Jr., przywódca gangu ukrywa je w górach, w rozpadlinie skalnej, obok gniazda grzechotników. Następnie zostaje przypadkowo rozpoznany w domu publicznym i aresztowany. W tym samym czasie kilku opryszków dopuszcza się różnych przestępstw, zostają aresztowani i umieszczeni w jednym pustynnym więzieniu z Parisem. Paris jednak nie poddaje się i podejmuje próby wydostania się z więzienia.

## Obsada
- Kirk Douglas – Paris Pitman Jr.
- Henry Fonda – szeryf Woodward Lopeman
- Burgess Meredith – "Missouri Kid"
- John Randolph – Cyrus McNutt
- Hume Cronyn – Dudley Whinner
- Warren Oates – Floyd Moon
- Michael Blodgett – Coy Cavendish
- Yang Chuan-kwang – Ah-Ping
- Martin Gabel – naczelnik Francis LeGoff
- Bert Freed – Skinner
- Alan Hale Jr. – "Fajeczka"
- Victor French – "Whiskey"
- Lee Grant – pani Bullard
- Arthur O’Connell – pan Lomax
- Pamela Hensley – Edwina
- Gene Evans – płk. Wolff
- Claudia McNeil – właścicielka domu publicznego
- J. Edward McKinley – gubernator
- Barbara Rhoades – panna Jessie Brundidge, nauczycielka

## Wersja polska
- Wersja polska – Studio Opracowań Filmów w Warszawie
- Reżyseria – Jerzy Twardowski

Obsada:
- Czesław Byszewski
- Jerzy Tkaczyk
- Leon Pietraszkiewicz
- Tadeusz Wieczorek
- Henryk Szletyński
- Witold Kałuski